# Parris Goebel
Parris Goebel (Distretto di Papakura, 29 ottobre 1991) è una danzatrice e coreografa neozelandese di origine samoane.
La sua crew di ballo, The Royal Family, ha vinto per tre volte il World Hip Hop Dance Championship.

## Biografia
Goebel è nata e cresciuta nella zona periferica di Auckland in Nuova Zelanda, la più piccola dei quattro figli di Brett e LeeAnn Goebel. Il suo interesse per la danza è sorto in tenera età e ha iniziato a seguire lezioni di hip hop a 10 anni. A 15 anni, ha fondato con quattro amiche il gruppo ReQuest,  che nei primi tempi si allenava nel garage della zia della Goebel e più avanti in un magazzino di suo padre. Dopo un anno di lavoro, il gruppo si presentò alla Monsters of Hip Hop Dance Convention negli Stati Uniti e la Goebel fu scelta per esibirsi nella performance finale della convention.  In seguito a questo, lasciò gli studi di scuola superiore per dedicarsi alla danza.
Goebel ha lavorato con una serie di artisti tra cui Ariana Grande, Justin Bieber, Rihanna, Janet Jackson, Blackpink, Jennifer Lopez, Nicki Minaj, Jolin Tsai, Big Bang, 2NE1, CL, iKON e Taeyang.  Il suo lavoro ha compreso la creazione di coreografie e la comparsa in video musicali. Uno dei suoi maggiori successi è stato rappresentato dalla coreografia del videoclip Sorry di Justin Bieber, che a marzo 2016 ha totalizzato oltre un miliardo di visualizzazioni. Goebel ha continuato a lavorare per Bieber in tutti i tredici video di Justin Bieber's Purpose: The Movement, che nel complesso hanno goduto di oltre tre miliardi di visualizzazioni.
Goebel e suo padre, che funge da suo manager, dirigono la scuola di danza The Palace Dance Studio ad Auckland.
Nel 2012, Goebel ha lavorato ad America's Best Dance Crew, alla versione australiana di Dancing with the Stars e al tour mondiale di Jennifer Lopez, con la quale si è esibita  nella puntata finale dell'undicesima stagione di American Idol.
Nel 2014 la Goebel ha preso parte come coreografa e attrice nel film Step Up: All In.
Nell'agosto 2016, la Goebel ha esordito come cantante con la pubblicazione di due videoclip musicali, Friday e Nasty, per promuovere il suo primo EP, Vicious, pubblicato nel dicembre dello stesso anno.

## Stile
Goebel è famosa per il suo stile peculiare noto come polyswagg. Secondo le sue parole, il suo stile è basato sull'ascoltare, respirare e vivere la musica. Prende ispirazione musicale anche dallo stile dancehall, su cui sono basate molte sue coreografie, soprattutto per le performance della Royal Family al World Hip Hop Dance Championship.

## Riconoscimenti
Parris Goebel ha collezionato 8 medaglie d'oro (su un totale di 16 medaglie) al Hip Hop International's World Hip Hop Dance Championship, di cui 3 con i ReQuest (come ballerina e coreografa, nelle categorie Varsity e Adult), 2 con la Royal Family (come ballerina e coreografa, nella categoria Megacrew), 2 con i Bubblegum (come coreografia, nella categoria Junior) e una con le Sorority (come coreografia, nella categoria Varsity).
Nel 2009, la Goebel è stata premiata come Street Dance New Zealand Choreographer of the Year (coreografa dell'anno) e Dancer of the Year (ballerina dell'anno). Nel 2014, è stata nominata come Female Choreographer of the Year (coreografa donna dell'anno) al World of Dance Awards di Los Angeles. Nel 2015, ha ottenuto altri due riconoscimenti di livello nazionale in Nuova Zelanda. Nel 2016, è stata scelta come Female Choreographer of the Year durante i World Of Dance Awards.